# Орфей (програма)
Вижте пояснителната страница за други значения на Орфей.
Програма „Орфей“ е била трета програма на Българското радио от 1971 г. до 1992 г. До 1971 е трета програма на БНР. На 28 май 1971 година програма „Орфей“ се излъчва стереофонично. Предаванията им са първоначално в неделя от 18:30 до 19:30 часа.
През декември 1992 година поради финансови съкращения се закриват „Орфей“ и „Знание“, а част от предаванията им са включени в програма „Христо Ботев“.